# Когда мы встретимся вновь
«Когда мы встретимся вновь» (яп. また逢う日まで: мата ау хи мадэ) — японский чёрно-белый фильм-драма, поставленный режиссёром Тадаси Имаи в 1950 году. Кинолента создана по мотивам романа французского писателя Ромена Роллана «Пьер и Люс» и была первым японским антивоенным фильмом, имевшем успех.

## Сюжет
Первая встреча Сабуро и Кэйко произошла в метро во время воздушной тревоги. Это было тогда, когда народ Японии метался в горниле войны. Но сердца молодых людей жаждут весны, человечности. Сабуро чужда атмосфера его семьи, суровость его отца. Его больше привлекает весёлая дружная семья Кэйко — правда, их всего двое: Кэйко и её мать, работающая на заводе. Сабуро счастлив лишь тогда, когда встречается с Кэйко. Кэйко хочет стать художницей, но бедность не даёт ей возможности учиться. Она лишь рисует портреты прохожих прямо на улице. Военное положение Японии усложняется. Наступает день, когда и Сабуро вместе с группой студентов должен идти на фронт. Молодые люди назначают друг другу последнее свидание, но Сабуро не приходит на него — дома случилось несчастье: жена его брата надорвалась во время занятий по противовоздушной обороне, и у неё произошёл выкидыш. Кэйко пришла на место свидания. Упавшая неподалёку бомба внезапно лишает её жизни. Сабуро уезжает на фронт, и Кэйко не пришла его проводить. Кончается война. Сабуро погиб на фронте. Его портрет, который когда-то нарисовала Кэйко, висит в чёрной рамке.

## В ролях
- Ёсико Куга — Кэйко Оно
- Эйдзи Окада — Сабуро Тадзима
- Осаму Такидзава — Эйсаку Тадзима, отец Сабуро
- Акитакэ Коно — Дзиро Тадзима, брат Сабуро
- Акико Кадзами — Масако Тадзима, жена Дзиро
- Харуко Сугимура — мать Кэйко
- Хаяси Коити — друг Сабуро
- Хироси Акутагава — друг Сабуро
- Акира Оидзуми — друг Сабуро
- Хироси Кондо — друг Сабуро

## Премьеры
- Япония — национальная премьера фильма состоялась 21 марта 1950 года[2].

## Награды и номинации
...Фильм ярко изображал прекрасную любовь расцветающей юности, любовь, над которой нависла мрачная тень войны, фашизма и воздушных налётов. И поэтому каждый, естественно, чувствовал жестокость и неумолимость войны, растаптывающей прелестную юность, лишающую её жизни. Чистая любовь Сабуро и Кэйко, их прощальный поцелуй через стекло — одна из лучших сцен фильма. Особо следует подчеркнуть, что фильм взывает к чувствам зрителя, заставляет его проникнуться ненавистью к войне не с помощью резонёрства, поучений и призывов, а с помощью совершенных средств искусства.
Кинопремия «Голубая лента»
- 1-я церемония награждения (за 1950 год)[4]

- премия за лучший фильм — «Когда мы встретимся вновь».
- премия лучшему режиссёру 1950 года — Тадаси Имаи.

Кинопремия «Кинэма Дзюмпо»
- (1951 год) Выиграны:

- премия за лучший фильм 1950 года.

Кинопремия «Майнити»
- 5-я церемония награждения (за 1950 год)[5].

Выиграны:
- премия за лучший фильм 1950 года.